# Wes Cooley
Wester Steven Cooley, más conocido como Wes (Los Ángeles, California, 28 de junio de 1956 - Twin Falls, Idaho, 16 de octubre de 2021) fue un piloto de motociclismo estadounidense en la categoría de Superbike de la AMA. Él ganó el Campeonato de la AMA de Superbikes en 1979 y 1980 en una Yoshimura Suzuki GS1000s.

## Carrera deportiva
Cooley consiguió su comienzo en la escena de carreras de club del sur de California, donde su padre dirigía una organización de carreras de clubes. Perfeccionó sus habilidades en las clases más pequeñas antes de ser contratado por Pops Yoshimura para competir con una Kawasaki KZ1000 en la recién formada clase de producción de AMA. Él ganó su primera carrera de superbike de AMA en 1977. Para la temporada 1978, Yoshimura cambió a manejar mejor motos Suzuki y Cooley comenzó a ganar regularmente. Se unió a Mike Baldwin para ganar las prestigiosas 8 Horas de Suzuka en Japón. En 1980, se asoció con Graeme Crosby para ganar en Suzuka por segunda vez. Cooley ganó su primer campeonato nacional de superbike en 1979. Defendió con éxito su corona en 1980 luchando contra el futuro miembro del Salón de la Fama Eddie Lawson en una Kawasaki y Freddie Spencer en una Honda.
En 1985 Cooley sufrió lesiones que amenazaron su vida en un accidente en el Sears Point Raceway. Finalmente se recuperó para volver a correr, pero nunca pudo recuperar su forma. Después de su retiro de las carreras, trabajó como instructor en una escuela de manejo (WCRA) antes de tomar una carrera en la profesión médica. Cooley fue introducido en el salón de la fama de la motocicleta de AMA en 2004.
Murió el 22 de octubre de 2021 a los 65 años tras complicaciones de la diabetes mellitus.

## Resultados

### Resultados en las 8 Horas de Suzuka
| Año  | Equipo           | Copiloto      | Moto          | Pos. |
| ---- | ---------------- | ------------- | ------------- | ---- |
| 1980 | Yoshimura R&D    | Graeme Crosby | Suzuki GS1000 | 1.º  |
| 1978 | Yoshimura Racing | Mike Baldwin  | Suzuki GS1000 | 1.º  |